# Cerberus (constel·lació)
Cerberus o Cèrber és una antiga constel·lació creada per Johannes Hevelius que apareix per primera vegada en el seu atles estel·lar Firmamentum Sobiescianum de 1690. Els seus estels sempre s'han associat amb la constel·lació d'Hèrcules; Cèrber és el ca de tres caps que guarda l'entrada a l'Hades, l'inframon en la mitologia grega. No obstant això, en la major part de les representacions de la constel·lació apareix una serp amb tres caps -i no un gos- subjectada per la mà d'Hèrcules. Avui no és considerada una constel·lació independent, estant els seus estels inclosos dins de la constel·lació d'Hèrcules.